# Карл Янський
Карл Янський (англ. Karl Guthe Jansky; 22 жовтня 1905, Норман, Оклахома, США — 14 лютого 1950, Ред Банк, Нью-Джерсі, США) — американський фізик і радіоінженер, основоположник радіоастрономії.

## Життя і діяльність
У 1927 році закінчив Вісконсинський університет, потім викладав у цьому університеті. З 1928 року працював інженером в лабораторіях телефонної компанії Bell Labs.
У серпні 1931 року відкрив космічне радіовипромінювання. Вивчаючи на Холмделському полігоні фірми «Белл» атмосферні радіоперешкоди в метровому діапазоні хвиль (14 м), виявив постійні радіошуми невідомого походження, джерело якого він ототожнив у квітні 1933 року із Чумацьким Шляхом.
У травні 1933 року опублікував у газеті «Нью-Йорк таймс» статтю, у якій вказував, що «зоряний шум» мав найбільшу інтенсивність, коли антена була спрямована на центральну частину Чумацького Шляху. Роботи Янського не знайшли відгуку ні серед радіоінженерів, ні серед астрономів, і в 1938 році він припинив дослідження, пов'язані з космічним радіовипромінюванням. Продовжував займатися вивченням радіоперешкод і розповсюдження радіохвиль у земній атмосфері, а також розробкою мікрохвильової радіоапаратури.
Помер у віці 44 років від серцевої недостатності.
Піонерські радіоастрономічні роботи Янського були продовжені на початку 1940-х років Ґроутом Ребером, Джеймсом Геєм, Дж. Саутвортом та іншими. Радіоастрономія остаточно оформилася як одна з найважливіших галузей астрономії лише після закінчення Другої світової війни.

## Вшанування
На честь Карла Янського названа позасистемна одиниця вимірювання спектральної щільності потоку випромінювання — Янський (одиниця вимірювання), кратер на Місяці та астероїд 1932 Янський.